# Xylocopa darwini
Xylocopa darwini är en biart som beskrevs av Theodore Dru Alison Cockerell 1926. Den ingår i släktet snickarbin och familjen långtungebin. Inga underarter finns listade i Catalogue of Life. Arten finns bara på Galapagosöarna.

## Beskrivning
Honan är helt svart, medan hanen har en svart bakkropp och är klädd med brungul päls på resten av kroppen.

## Utbredning
Xylocopa darwini är endemisk för Galapagosöarna där den är vanlig och finns på 11 öar.

## Ekologi
Arten förekommer i kustzonen och den torra, beväxta zonen över denna. Den är polylektisk, den flyger till blommande växter från flera familjer, som bittervedsväxter (Castela galapageia), kinesträdsväxter (Cardiospermum corindum), kaktusväxter (Opuntia galapageia), strävbladiga växter (Cordia lutea) potatisväxter (Solanum pimpinellifolium och Nolana galapagensis), akantusväxter (Justicia galapagana) samt korgblommiga växter (Scalesia affinis och Scalesia helleri). Arten är en viktig pollinatör på Galapagosöarna. Som nästan alla snickarbin (med undantag för ett undersläkte, Proxylocopa) bygger arten bon i dött eller murknande trä. Denna art utnyttjar trädarter som de redan nämnda Scalesia affinis (korgblommiga växter) och Castela galapageia (bittervedsväxter) samt Tricerma octogonum (benvedsväxter), Talipariti sp. (malvaväxter), Croton scouleri (törelväxter), Bursera graveolens (rökelseträdsväxter) samt Erythrina velutina (ärtväxter).

## Bildgalleri

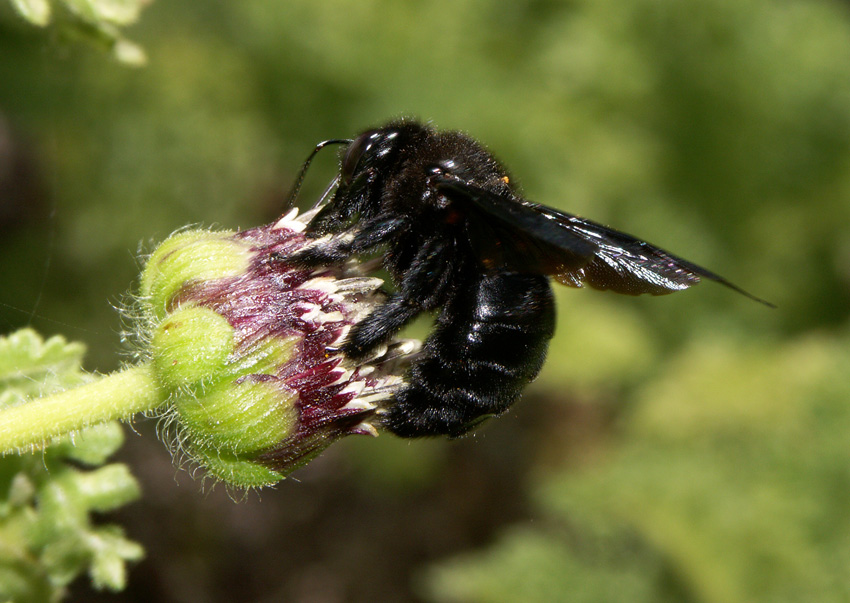
Xylocopa darwini på Scalesia-art.
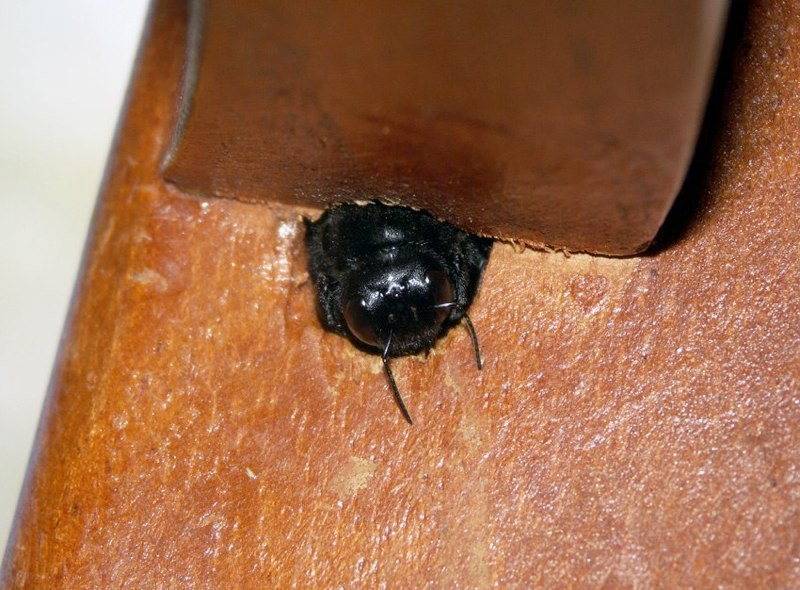
Hona vid sitt bohål.
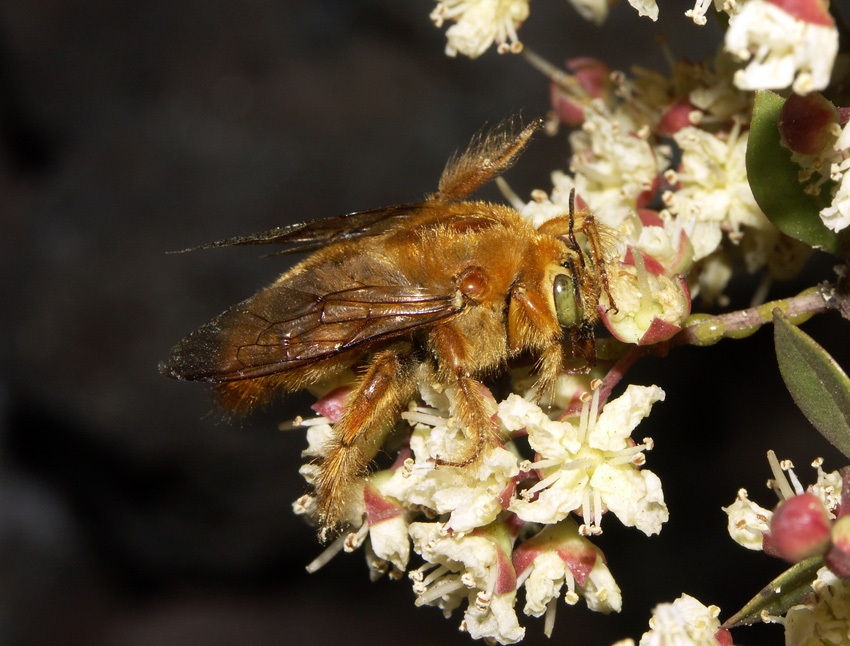
Hane från Isabela Island.